# Another Earth
Another Earth és una pel·lícula de ciència-ficció dramàtica estatunidenca del 2011 dirigida per Mike Cahill i protagonitzada per Brit Marling, William Mapother i Robin Lord Taylor. Es va estrenar al Festival de Cinema de Sundance al gener de 2021, i Fox Searchlight Pictures li va donar una estrena limitada el 22 de juliol de 2011. La pel·lícula va obtenir dues nominacions als 38ns Premis Saturn per l'actuació de Marling i per l'escriptura de Cahill i Marling. El consens crític sobre Rotten Tomatoes l'anomena lenta però emotiva.

## Argument
Rhoda Williams, una jove brillant de 17 anys que s'ha passat la seva vida jove fascinada per l'astronomia, està encantada d'assabentar-se que ha estat acceptada al MIT. Celebra, bevent amb els amics i, en un moment temerari, torna a casa èbria. Escoltant una història a la ràdio sobre un planeta semblant a la Terra descobert recentment, mira les estrelles per la finestra del seu cotxe i, sense voler, colpeja un cotxe aturat en una intersecció, posant John Burroughs en coma i matant la seva dona embarassada i el fill petit. Després de complir la seva condemna de quatre anys de presó, Rhoda es converteix en conserge a la seva antiga escola secundària i lluita amb la culpa i el penediment.
En sentir més notícies sobre la Terra 2, Rhoda participa en un concurs d'assaigs patrocinat per un empresari milionari que ofereix un vol espacial civil a la Terra 2.
Un dia, Rhoda veu en John posant una joguina al lloc de l'accident. Ella visita la seva casa amb la intenció de demanar perdó. Ell obre la porta i ella perd els nervis. En canvi, pretén ser una minyona que ofereix un dia gratuït de neteja com a eina de màrqueting per a un servei de neteja. John, que ha abandonat la seva plaça de professor de música a Yale, ha deixat anar la seva llar i ell mateix, i accepta l'oferta de Rhoda. No té ni idea de qui és, i quan acaba li demana que torni la setmana vinent. Amb el temps, es desenvolupa una relació de cura i tenen relacions sexuals.
Rhoda guanya el concurs d'assaig i és escollida per ser una de les primeres a viatjar a l'altra Terra. En John li demana que no hi vagi, creient que podrien tenir un futur junts. Finalment decideix dir-li la veritat sobre qui és ella. Està molest i la fa fora de casa.
Rhoda escolta un astrofísic parlant per televisió, descrivint una hipòtesi del "mirall trencat" que afirma que en albirar la Terra 2 la sincronicitat dels esdeveniments que succeïen a les dues Terres es va trencar. Rhoda torna corrents a casa d'en John, però ell es nega a deixar-la entrar. Ella entra a casa seva i ell comença a estrangular-la. Ell s'atura, i quan ella es recupera, li explica la teoria i que podria haver-hi la possibilitat que la seva família encara estigués viva a la Terra 2 li dona el bitllet. Amb el temps, s'assabenta que John va acceptar el regal i es converteix en un dels primers viatgers espacials civils a la Terra 2.
Quatre mesos després, en un dia de boira, Rhoda s'acosta a casa seva, descobrint el seu altre jo de la Terra 2 davant seu.

## Repartiment
- Brit Marling com a Rhoda Williams
- William Mapother com a John Burroughs
- Jordan Baker com a Kim Williams
- Robin Lord Taylor com a Jeff Williams
- Flint Beverage com a Robert Williams
- Kumar Pallana com a Purdeep
- Diane Ciesla com a Dr. Joan Tallis
- Rupert Reid com a Keith Harding
- Richard Berendzen com ell mateix (narrador)[2][3]

## Producció
La idea darrere d'Another Earth la van desenvolupar per primera vegada el director Mike Cahill i l'actriu Brit Marling especulant sobre com seria si hom es trobés amb un mateix. Per tal d'explorar la possibilitat a gran escala, van idear el concepte d'una Terra duplicada. La representació visual del planeta duplicat es va fer deliberadament per evolucionar la Lluna, ja que Cahill es va inspirar profundament en l'aterratge lunar de l'Apollo 11 de 1969. Aquesta pel·lícula comparteix alguns dels detalls de la seva trama amb la pel·lícula britànica de ciència-ficció de 1969 Doppelganger.
Another Earth es va rodar a New Haven, Connecticut i als voltants, la ciutat natal de Mike Cahill, amb algunes escenes que tenen lloc al llarg de la costa de West Haven i a West Haven High School i Union Station - perquè pogués utilitzar els serveis dels amics i familiars locals i així reduir les despeses. La casa de la seva infància es va utilitzar com a casa de Rhoda i el seu dormitori com a habitació de Rhoda. L'escena de la col·lisió de cotxes va ser possible gràcies a l'ajuda d'un agent de la policia local a qui Cahill coneixia, que una nit va acordonar part d'una carretera. L'escena en què Rhoda abandona la presó es va filmar fent que Marling entrés a una presó real fent-se passar per un instructor de ioga i després va sortir.
Segons Brit Marling, es va apropar a William Mapother per al paper de John després de "quedar embruixada" per la seva actuació a A l'habitació (2001). Mapother va acceptar treballar a Another Earth per 100 dòlars al dia. Quan se li va preguntar per què va acceptar unir-se al repartiment, tenint en compte la "notòriament encertada o perduda" naturalesa de les pel·lícules independents, Mapother va respondre que l'atrau el tema de la pel·lícula i els noms implicats en el projecte. A la insistència de Mapother, ell i l'equip de producció van treballar àmpliament en les escenes de John i Rhoda per tal de desenvolupar el personatge de John a la pel·lícula.
La pel·lícula ignora les conseqüències físiques de tenir un planeta i una lluna de mida similar a prop (per exemple, efectes sobre les marees, la gravetat i l'atmosfera) a part de representar la nit com a més brillant a causa del reflex de la llum del Sol a l'altre planeta. La funció d'escenes suprimides en DVD/Blu-ray revela que els cineastes tenien la intenció d'il·lustrar algunes de les conseqüències filmant una escena en què Rhoda es troba amb flors flotant a l'aire, però l'escena es va tallar de la pel·lícula final.

## Música
La banda sonora va ser composta per Fall on Your Sword, amb l'excepció de la cançó tocada a l'escena xerrac musical, composta per Scott Munson i interpretada per Natalia Paruz. Mike Cahill es va trobar amb Paruz, també coneguda com la "Saw Lady", mentre anava al metro a Nova York. Hipnotitzat per la seva interpretació, va obtenir la seva informació de contacte i va organitzar que entrenés William Mapother sobre com agafar i actuar com si interpretés la serra per a l'escena de la pel·lícula.

## Estrena
Another Earth es va estrenar al 27è Festival de Cinema de Sundance el gener de 2011. Es va estrenar en competició dramàtica. Variety va informar: "[Ha] estat considerada una de les pel·lícules més elogiades del festival, ja que va rebre una gran ovació després de la projecció i el boca-orella fort dels compradors i festers". El distribuïdor Fox Searchlight Pictures va guanyar els drets de distribució de la pel·lícula en un acord per valor de 1,5 milions de dòlars a 2 milions de dòlars, superant altres distribuïdors com Focus Features i the Weinstein Company.
Fox Searchlight és el distribuïdor d' Another Earth als Estats Units, el Canadà i altres territoris de parla anglesa. La pel·lícula va tenir una estrena limitada als Estats Units i al Canadà el 22 de juliol de 2011, ampliant-se a una estrena àmplia en mesos creixents.
En la seva primera setmana als cinemes, va recaptar 112.266 dòlars. Eventually, the film grossed $1.9 million worldwide.

## Recepció
Rotten Tomatoes dona a Another Earth una puntuació del 66% basada en 134 ressenyes i una puntuació mitjana de 6,3/10. El consens crític diu: "''Another Earth sovint es veu pesada per un ritme plàcid i poderós, però aquesta ciència-ficció plena d'ànima ofereix, tanmateix, molts conceptes profunds per reflexionar."
El crític de cinema Roger Ebert del Chicago Sun-Times va donar a la pel·lícula tres estrelles i mitja de quatre. Ebert va comentar que "Another Earth és tan estimulant, d'una manera menys profunda, comSolaris de Tarkovski, una altra pel·lícula sobre una mena de Terra paral·lela".

## Premis
Another Earth va guanyar el Premi Alfred P. Sloan al Festival de Cinema de Sundance de 2011, per "centrar-se en la ciència o la tecnologia com a tema, o per representar un científic, enginyer o matemàtic com a personatge principal." Va guanyar el Premi del Públic en la categoria de Llargmetratge narratiu al Maui Film Festival de 2011.
Another Earth va ser nomenada una de les 10 millors pel·lícules independents de l'any als Premis de la National Board of Review de 2011 i va ser nominada al premi de la Georgia Film Critics Association a la millor pel·lícula.